# 新世界秩序 (獵鷹與酷寒戰士)
〈新世界秩序〉（英語：New World Order）是美國超級英雄類型的迷你網路影集《獵鷹與酷寒戰士》的首播集，本集由麥爾坎·斯貝爾曼編劇，卡莉·斯考格蘭德執導，於2021年3月19日在Disney+首播。本集为漫威電影宇宙的系列作品之一，與漫威電影宇宙系列電影處於同一架空世界和共同世界。安東尼·麥奇和賽巴斯汀·史坦繼續分別飾演在漫威電影宇宙系列電影中的角色「獵鷹」山姆·威爾森和「酷寒戰士」巴奇·巴恩斯，主演還包括懷特·羅素、艾琳·凱莉曼、丹尼·拉米瑞茲、喬治·聖皮埃爾、阿德普波·奥杜耶和唐·奇鐸。

## 劇情
經歷過「彈指事件」後，宇宙中一半的生命在灰飛煙滅的五年後復活。六個月後，山姆·威爾森與美國空軍合作在突尼西亞追蹤一架遭喬治·巴作克及由他率領的恐怖組織團夥劫持的飛機。在空軍中尉維堅·托雷斯的幫助下，山姆使用自己的便攜高科技飛行翼登上被劫持的飛機。在恐怖分子試圖進入利比亞境內製造國際事件之前，山姆在飛機上擊敗匪徒，救回一名美國空軍軍官瓦桑特。托雷斯告訴山姆，另一個反愛國主義組織「旗幟破壞者」正在四處活動。該組織認為「彈指事件」期間的世界更為美好。
山姆回到華盛頓特區後將「美國隊長」史提芬·羅傑斯交付給自己的盾牌捐獻給美國政府，以便將它放置於博物館對外展出。山姆告知前來參加活動的詹姆斯·羅德，但羅德認為該盾牌仍然屬於史提芬。隨後，山姆前往路易斯安那州的德拉克鲁瓦，見到他的姐姐莎拉和兩個外甥。莎拉目前的漁業工作出現經濟危機。山姆原本希望利用自己超級英雄的身份幫助姐姐獲得銀行貸款，但是由於缺失五年的生活和工作經歷，他們被銀行拒絕。
與此同時，巴奇·巴恩斯被美國政府特赦之後在紐約參加政府安排的心理治療，與雷諾醫生討論如何擺脫之前被犯罪組織九頭蛇洗腦並成為「酷寒戰士」的痛苦經歷。他結識了鄰居尤利，尤利鼓勵他追求餐館的一名女服務生莉亞。巴奇注意到尤利的兒子早前死於「酷寒戰士」之手，但他並沒有向尤利坦承真相。他收到山姆發來的消息，但是沒有回復。
旗幟破壞者在瑞士搶劫了一間銀行，托雷斯在現場被其中一名擁有超能力的暴徒擊暈。隨後，托雷斯將現場調查得的情報告知山姆。美國政府此時向公眾宣佈新任的美國隊長為約翰·沃克，並將史提芬的盾牌交付給沃克。

## 製作

### 開發
2018年10月，漫威影業正式宣佈開發以「獵鷹」山姆·威爾森和「酷寒戰士」巴奇·巴恩斯為主要角色的迷你網路影集，安東尼·麥奇和賽巴斯汀·史坦分別回歸出演「獵鷹」山姆·威爾森和「酷寒戰士」巴奇·巴恩斯。麥爾坎·斯貝爾曼被聘為首席編劇。2019年4月，漫威公佈影集的正式片名為《獵鷹與酷寒戰士》（The Falcon and the Winter Soldier）。5月，卡莉·斯考格蘭德確認執導全部6集。執行製作人包括凱文·費吉、路易斯·德·埃斯波西托（Louis D'Esposito）、維多莉亞·阿隆索、內特·摩爾、卡莉·斯考格蘭德和麥爾坎·斯貝爾曼:15。

### 選角
本集的主要角色包括安東尼·麥奇飾演的「獵鷹」山姆·威爾森、賽巴斯汀·史坦飾演的「酷寒戰士」巴奇·巴恩斯、懷特·羅素飾演的約翰·沃克、艾琳·凱莉曼飾演的卡莉·摩根索、丹尼·拉米瑞茲飾演的維堅·托雷斯、喬治·聖皮埃爾飾演的喬治·巴作克、阿德普波·奥杜耶飾演的莎拉·威爾森（Sarah Wilson）和唐·奇鐸飾演的詹姆斯·羅德／戰爭機器:44:02–44:40。
戴斯蒙·詹、丹妮·迪特（Dani Deetté）和英迪亞·布西（Indya Bussey）分別飾演旗幟破壞者成員多維奇（Dovich）、琪琪（Gigi）和迪迪（DeeDee）。艾咪·艾奎諾飾演心理諮詢師雷諾（Raynor）醫生。蔡斯·里弗·麥吉（Chase River McGhee）和亞倫·海恩斯（Aaron Haynes）飾演山姆·威爾森的外甥卡斯（Cass）和AJ:45:11。肯·竹本（Ken Takemoto）飾演尤利（Yori）。伊恩·格雷格（Ian Gregg）飾演尤尼克（Unique）:45:11。石川美紀飾演莉亞（Leah）。文斯·皮薩尼（Vince Pisani）飾演信貸員:45:11。阿爾菲·海斯（Alphie Hyorth）飾演政府官員。麗貝卡·萊恩斯（Rebecca Lines）飾演阿特伍德參議員（Senator Atwood）。喬恩·布里德爾（Jon Briddell）飾演希爾少校（Major Hill）。麥爾斯·布魯（Miles Brew）飾演瓦桑特上校（Colonel Vassant）。查爾斯·布萊克（Charles Black）飾演卡洛斯（Carlos）。小田彰飾演尤利的兒子RJ:45:11。
此外，2019年電影《復仇者聯盟4：終局之戰》中「美國隊長」史提芬·羅傑斯的聲音作為畫外音出現於本集之中。

### 拍攝
主體拍攝於2019年10月31日在喬治亞州亞特蘭大的松林製片廠開機。卡莉·斯考格蘭德擔當導演，P·J·迪倫（P.J. Dillon）擔當攝影指導:15。製作組還在亞特蘭大都會區和捷克布拉格完成外景拍攝。

### 特效
後期特效製作公司包括維塔數碼、和:46:34–46:51。

## 發行
〈新世界秩序〉於2021年3月19日在Disney+首播。

## 迴響

### 觀眾收視
2021年3月22日，串流媒體平台Disney+宣佈本集成為該平台首週末期間播放量最多的影集首播集，超過《汪達幻視》的首播集和《曼達洛人》第二季的首播集。

### 評價
〈新世界秩序〉得到整體好評。根据評論匯總网站爛番茄汇总的134篇评论文章，93%的评论家给予该作正面评价，使之獲得「認證新鮮」標識，平均打分为7.7分（满分10分）。

## 備註
1. ↑  參見2018年電影《復仇者聯盟3：無限之戰》。
2. 1 2  參見2019年電影《復仇者聯盟4：終局之戰》。
3. ↑  參見2014年電影《美國隊長2》。

## 資料來源
1. ↑  Kroll, Justin; Otterson, Joe. . Variety. 2018-10-30  [2018-10-31]. （原始内容存档于2018-10-31） （美国英语）.
2. ↑  Boucher, Geoff; Hipes, Patrick. . Deadline Hollywood. 2018-10-30  [2018-10-31]. （原始内容存档于2018-10-31） （美国英语）.
3. ↑  Dinh, Christine. . Marvel.com. 2019-04-12  [2019-04-12]. （原始内容存档于2019-04-12） （美国英语）.
4. 1 2  Fleming Jr, Mike. . Deadline Hollywood. 2019-05-20  [2019-05-20]. （原始内容存档于2019-05-20） （美国英语）.
5. 1 2   (PDF). Disney Media and Entertainment Distribution.   [2021-03-15]. （原始内容存档 (PDF)于2021-03-15） （美国英语）.
6. ↑  Hood, Cooper. . Screen Rant. 2021-03-19  [2021-03-19]. （原始内容存档于2021-03-19） （美国英语）.
7. 1 2 3 4 5 6  Spellman, Malcolm. . . 第1季. 第1集. 2021-03-19  [2021-03-26]. Disney+. （原始内容存档于2021-03-20） （美国英语）.片尾演職員表於42:38開始。
8. ↑  Murphy, Charles. . Murphy's Multiverse. 2021-03-19  [2021-03-19]. （原始内容存档于2021-03-19） （美国英语）.
9. 1 2 3  Frazier, Adam. . /Film. 2021-03-19  [2021-03-19]. （原始内容存档于2021-03-19） （美国英语）.
10. ↑  White, Brett. . Decider. 2021-03-19  [2021-03-19]. （原始内容存档于2021-03-19） （美国英语）.
11. ↑  Chaney, Jen. . Vulture. 2021-03-18  [2021-03-19]. （原始内容存档于2021-03-19） （美国英语）.
12. 1 2  Aurthur, Kate. . Variety. 2021-03-19  [2021-03-20]. （原始内容存档于2021-03-20） （美国英语）.
13. ↑  Anderson, Jenna. . ComicBook.com. 2019-10-31  [2019-11-01]. （原始内容存档于2019-11-01） （美国英语）.
14. ↑  Perine, Aaron. . ComicBook.com. 2019-10-20  [2019-10-21]. （原始内容存档于2019-10-20） （美国英语）.
15. ↑  Raftery, Brian. . Men's Health. 2019-06-26  [2019-10-21]. （原始内容存档于2019-06-26） （美国英语）.
16. ↑  2019年11月至2020年2月，製作組在亞特蘭大進行拍攝作業的資料來源：
  - Walljasper, Matt. . Atlanta. 2019-11-27  [2020-04-03]. （原始内容存档于2019-12-11） （美国英语）.
  - Walljasper, Matt. . Atlanta. 2019-12-30  [2020-04-03]. （原始内容存档于2020-03-02） （美国英语）.
  - Walljasper, Matt. . Atlanta. 2020-01-31  [2020-04-03]. （原始内容存档于2020-03-02） （美国英语）.
  - Walljasper, Matt. . Atlanta. 2020-02-29  [2020-03-02]. （原始内容存档于2020-03-02） （美国英语）.
17. ↑  Perine, Aaron. . ComicBook.com. 2020-10-10  [2020-10-10]. （原始内容存档于2020-10-10） （美国英语）.
18. ↑  Frei, Vincent. . Art of VFX. 2021-03-16  [2021-03-19]. （原始内容存档于2021-03-19） （美国英语）.
19. ↑  Romano, Nick. . Entertainment Weekly. 2020-12-10  [2020-12-10]. （原始内容存档于2020-12-10） （美国英语）.
20. ↑  D'Alessandro, Anthony. . Deadline Hollywood. 2021-03-22  [2021-03-22]. （原始内容存档于2021-03-22） （美国英语）.
21. ↑  . Rotten Tomatoes. Fandango Media.   [2024-10-23] （美国英语）.

## 外部連結
- 互联网电影数据库上新世界秩序的资料（英文）